# Goldbach (Baviera)
Goldbach è un comune tedesco di 9 952 abitanti, situato nel land della Baviera. Il nome si spiega dell`urea nel fiume che attraversa il comune.